# Agésarchos z Triteie
Agésarchos (starořecky Αγήσαρχος–Agésarchos) byl v roce 120 před Kr. vítězem olympijských her v boxu.
Agésarchos, syn Haimostrata z achájské Triteie, zvítězil v boxu na 165. olympijských hrách. Své mistrovství v této disciplíně předvedl i na ostatních panhelénských hrách, když si vítězné věnce odnesl z pýthických, isthmických i z nemejských her. Tyto hry se pořádaly v různých obdobích čtyřletého cyklu. Každé toto čtyřleté období nazývali olympiádou. Spolu tvořily "oběh" (periodos) a vítěz všech čtyř her se nazýval vítěz oběhu (periodonikés).
Starověký autor Pausaniás uvádí, že při návštěvě Olympie viděl sochu Agésarcha. Byla dílem synů Polyklea a na podstavci měla nápis vytesaný ve verších, který mimo jiné hlásal, že Agésarchova rodná Triteia byla arkadským městem. Pausanias o tom vyslovil pochybnost, ale připustil, že v té době Triteia mohla patřit Arkádii.